# Улица Кораблестроителей (Санкт-Петербург)
Улица Кораблестроителей — крупная улица в западной части Васильевского острова и острова Декабристов. 
Частично проходит по намывной территории, намытой во второй половине 60-х годов XX века. Пересекает реку Смоленку по мосту Кораблестроителей. Изначально предполагалось, что улица пройдёт от Большого проспекта до Уральской улицы, соединяя начало и конец Наличной улицы. Однако участок улицы Кораблестроителей южнее Прибалтийской площади до сих пор не построен, поэтому первый дом по улице имеет номер 12.

## История
Наименована 15 декабря 1972 года на морскую тематику «в честь талантливых русских корабельных мастеров», как и другие названия улиц района. Кроме того, в Василеостровском районе расположен Балтийский судостроительный завод, а также в этой части района значительный процент населения составляют семьи рабочих и служащих данного предприятия, поэтому название улицы вполне логично.
Первыми постройками в районе были панельные дома серии БС (корпуса домов 23 по улице Кораблестроителей и 36 по Наличной улице). В 1970—1975 годах построены кирпичные дома 19, 16 и 22. Первым учебным заведением, построенным на новой улице, стал комплекс ПТУ Балтийского завода (дом 18). Открыт в 1978 году.
В 1972—1978 годах шведской фирмой «Skanska» была построена гостиница «Прибалтийская» (дом 14).
В 1980-х годах построены три корпуса дома 20 — общежития Санкт-Петербургского государственного университета.
В это же время открыты универсамы «Морской» (дом 21) и «Капитанский» (дом 31).

## Общественный транспорт

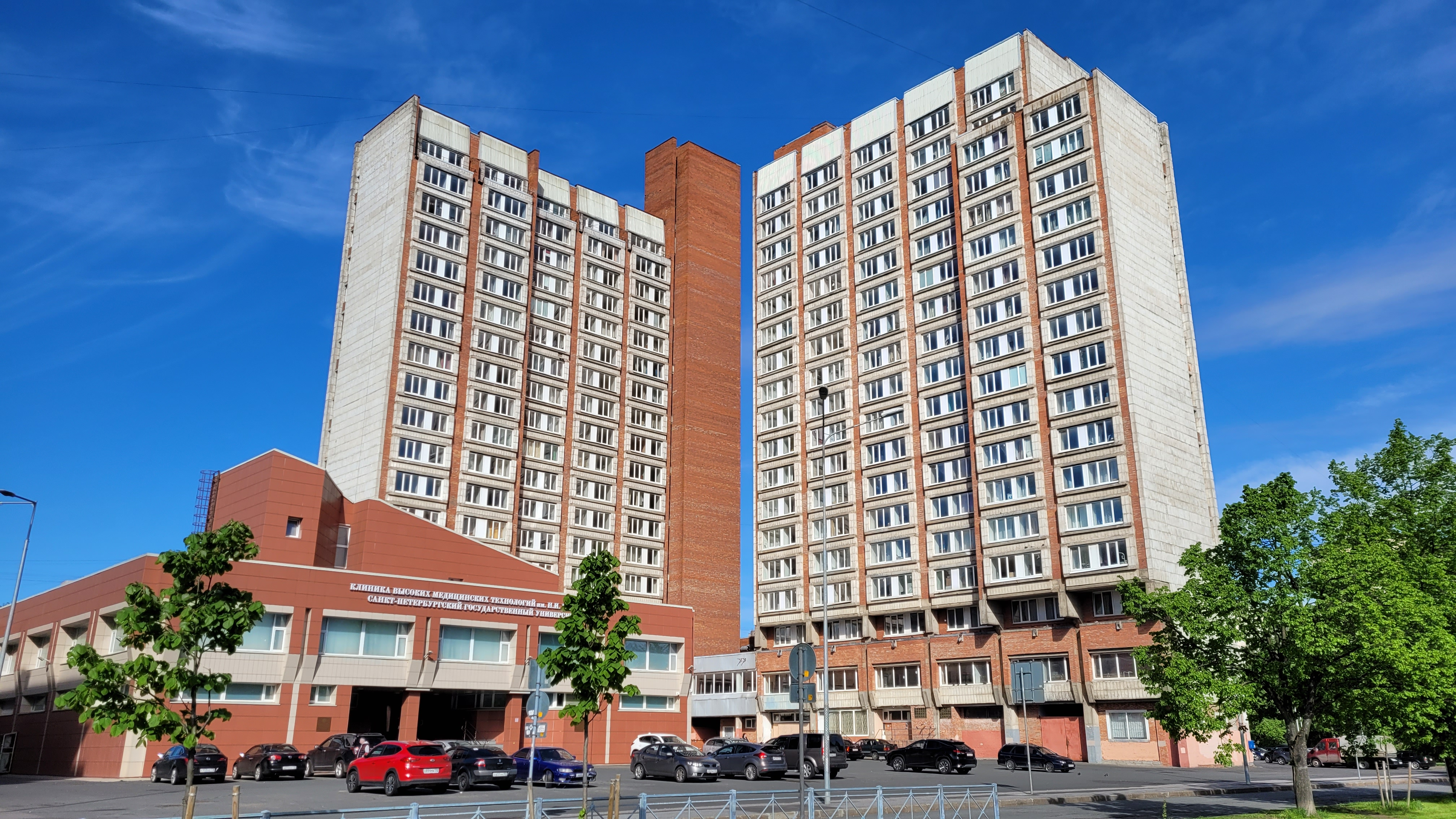
Общежития СПбГУ на ул. Кораблестроителей

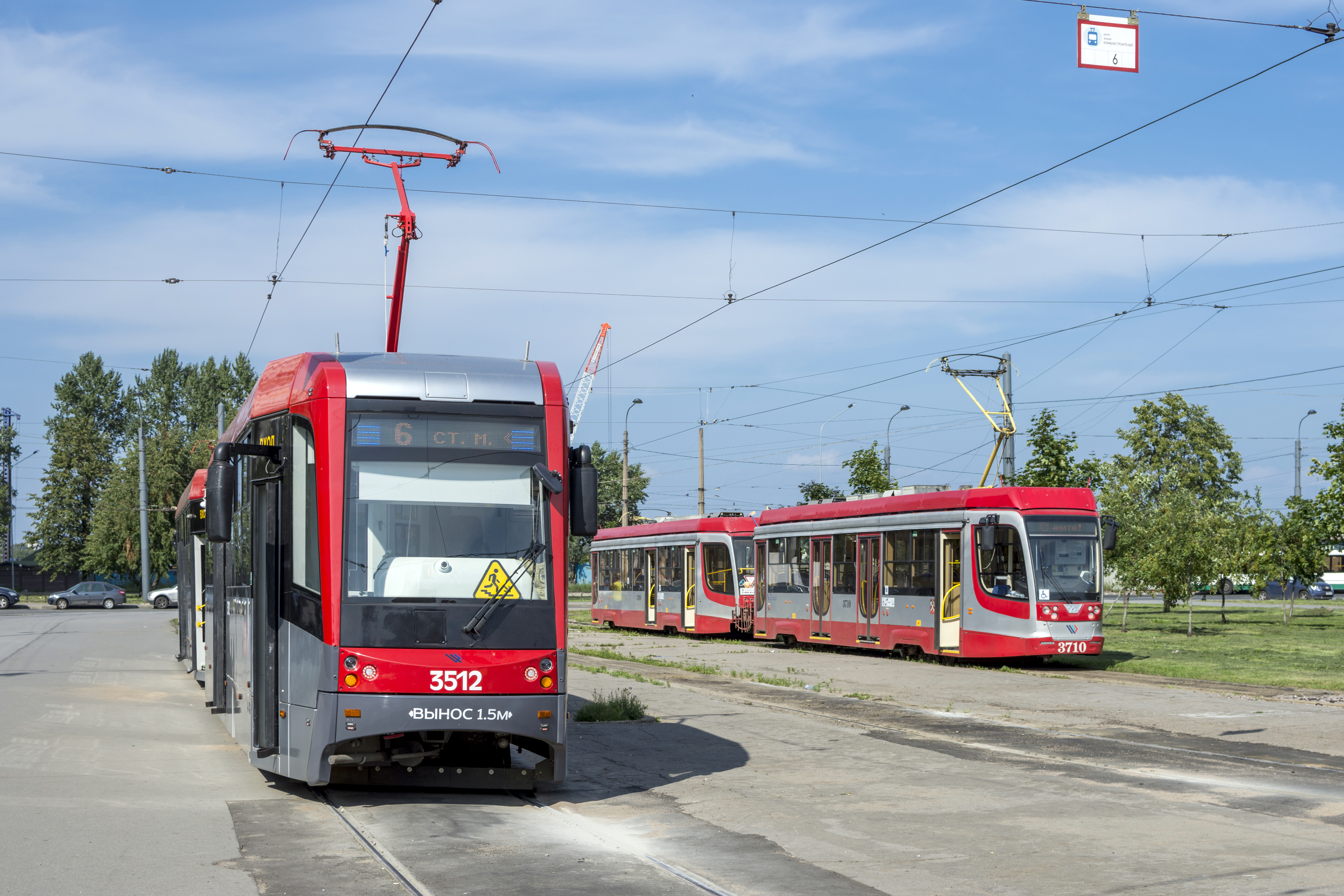
Конечная станция электротранспорта «Улица Кораблестроителей»

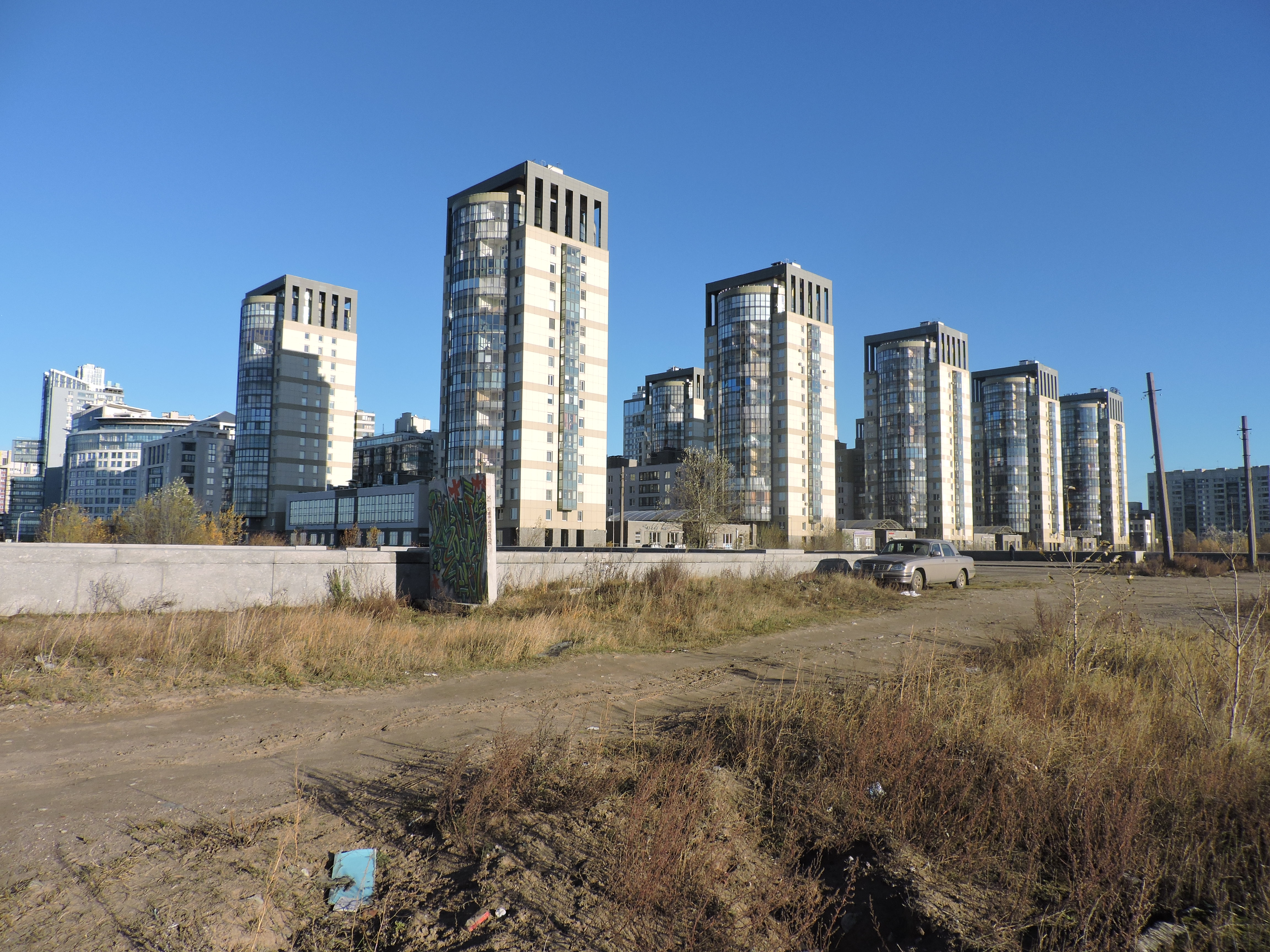
ЖК «Морской каскад» (ул. Кораблестроителей, 30)

Существует автобусное и троллейбусное движение. Основная остановка — «Улица Кораблестроителей» — «Наличная улица» — «Уральская улица» (разные названия одной и той же остановки), представляющая собой «кольцо» для автобусов, троллейбусов и трамваев (последние по улице Кораблестроителей не ходят). Большинство маршрутов общественного транспорта проходит через всю улицу Кораблестроителей, но есть исключения. Автобусные маршруты — № 7, 41, 42, 100, 128, 151 (на юг), 152 (на север), 158, 168, 220, 230, 249, 261, троллейбусные маршруты — № 9 и 11 и 28.